# Аксёнов, Фёдор Григорьевич
Фёдор Григорьевич Аксёнов (1906 / 1907 — декабрь 1976) — советский футболист, нападающий.
Выступал за команду Кронштадта в первенстве Ленинградской губернии, ЦДФК, «Стадион им.Ленина». В 1931—1934 годах играл за ленинградскую команду «Красная заря», игрок сборной Ленинграда (1930—1932), в составе сборной СССР выступал в матчах со сборной Москвы. В 1934—1935 — в составе ЛДКА. В весеннем чемпионате 1936 года сыграл пять матчей за «Красную зарю». Сыграл два матче за ЛДКА им. Кирова в Кубке СССР 1937.
Финалист Всесоюзной спартакиады ВЦСПС (1932) в составе «Красной зари», второй призёр Всесоюзной спартакиады профсоюзов (1932) по русскому хоккею.
Скончался в декабре 1976.